# Can Cuello (Arnes)
Can Cuello és un edifici del municipi d'Arnes (Terra Alta) inclosa en l'Inventari del Patrimoni Arquitectònic de Catalunya. Avui és un habitatge privat amb una petita col·lecció o museu d'útils de ceràmica, etc.

## Descripció
Presenta els exteriors modernitzats, sobre tot el posterior al carrer Santa Madrona. La façana del carrer Bonaire és de maçoneria i carreus sense revocar. La façana posterior té un pis més per la cota baixa del carrer, desnivell que era aprofitat com a sistema de defensa vers l'exterior. La façana del carrer Santa Madrona té una entrada de pàrquing, sense cap altre interès arquitectònic.
El seu interior, molt fosc degut a les pobres obertures, presenta arcades apuntades formant una petita nau. Aquestes arcades, almenys la primera part del carrer Bonaire, es repeteixen en totes les cases d'aquesta part del carrer, com si antigament hagués tingut porxos. És de creença popular l'existència de cavallerisses a la nau esmentada. La meitat del porxo que cobreix el carrer forma part d'aquest habitatge. Es tracta de la part rehabilitada recentment. El porxo està construït amb tàpia i forjats de biguetes de fusta.